# Namaqualand
Le Namaqualand (Namakwaland en afrikaans) est une région aride de l'Afrique du Sud et de la Namibie, s'étendant le long de la côte ouest le long de l'Atlantique sud sur plus de 1 000 km, et couvrant une superficie totale de 440 000 km2. Ce territoire est divisé par le cours inférieur du fleuve Orange en deux parties - le Little Namaqualand vers le sud et le Great Namaqualand, au nord. Le Little Namaqualand fait partie de la province du Cap du Nord, en Afrique du Sud, alors que le Great Namaqualand Karas est une région de la Namibie. Le Great Namaqualand, faiblement peuplé, est habité par les Namaquas, un peuple Khoikhoi. Une commune typique du Namaqualand est la municipalité de Kamiesberg.
Son chef-lieu est Springbok.
Le Namaqualand est très populaire auprès des touristes locaux et internationaux au début de printemps, lorsque, pour une courte période, cette zone normalement aride est recouverte d'un kaléidoscope de couleurs durant la saison de la floraison (superbloom). Une partie du Little Namaqualand, connu sous le nom de Richtersveld, est un site inscrit au patrimoine mondial de l'humanité.
Cette zone présente l'un des pourcentages les plus élevés de locuteurs de l'afrikaans, avec plus de 90 % de la population parlant cette langue africaine.

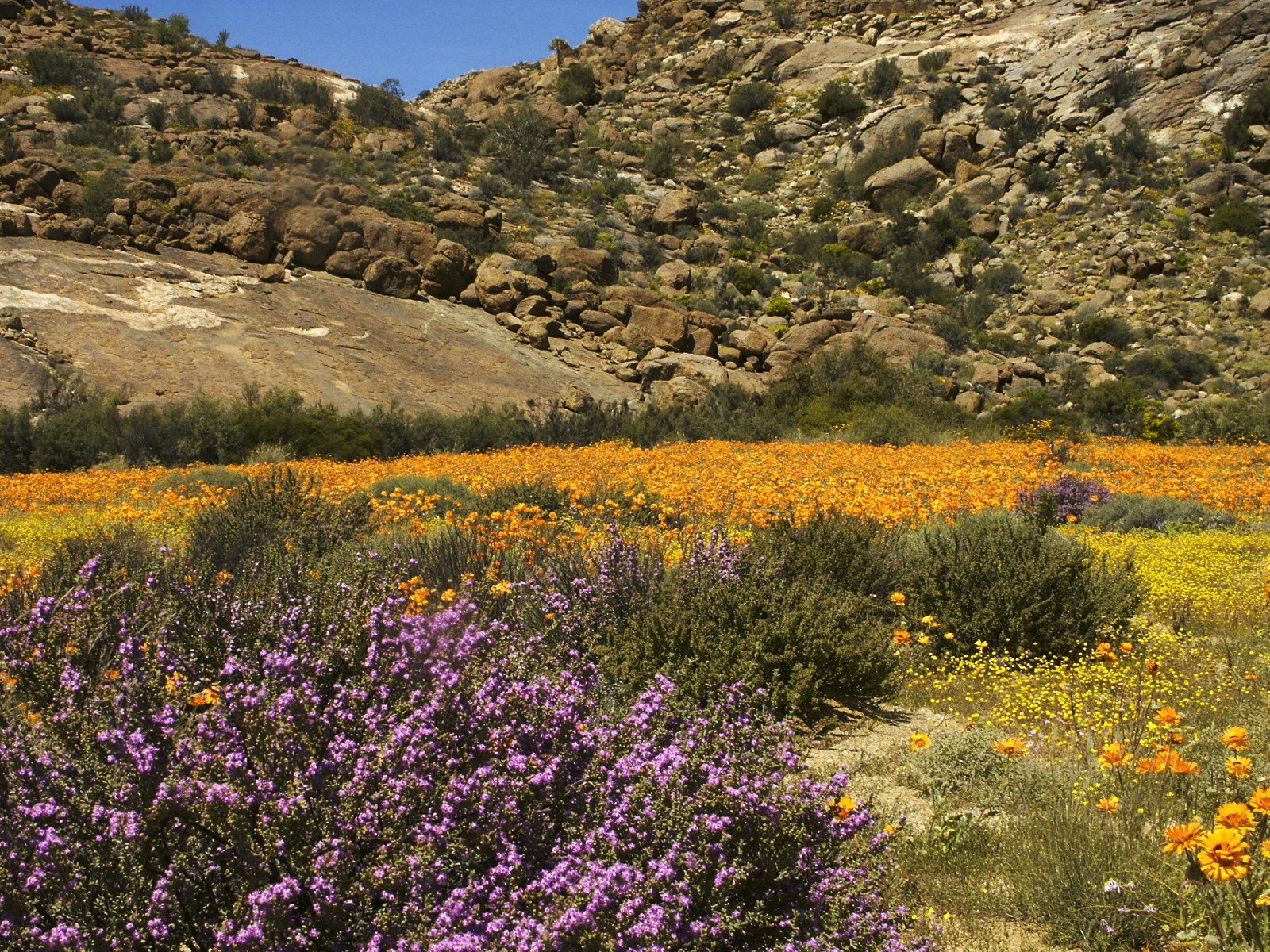
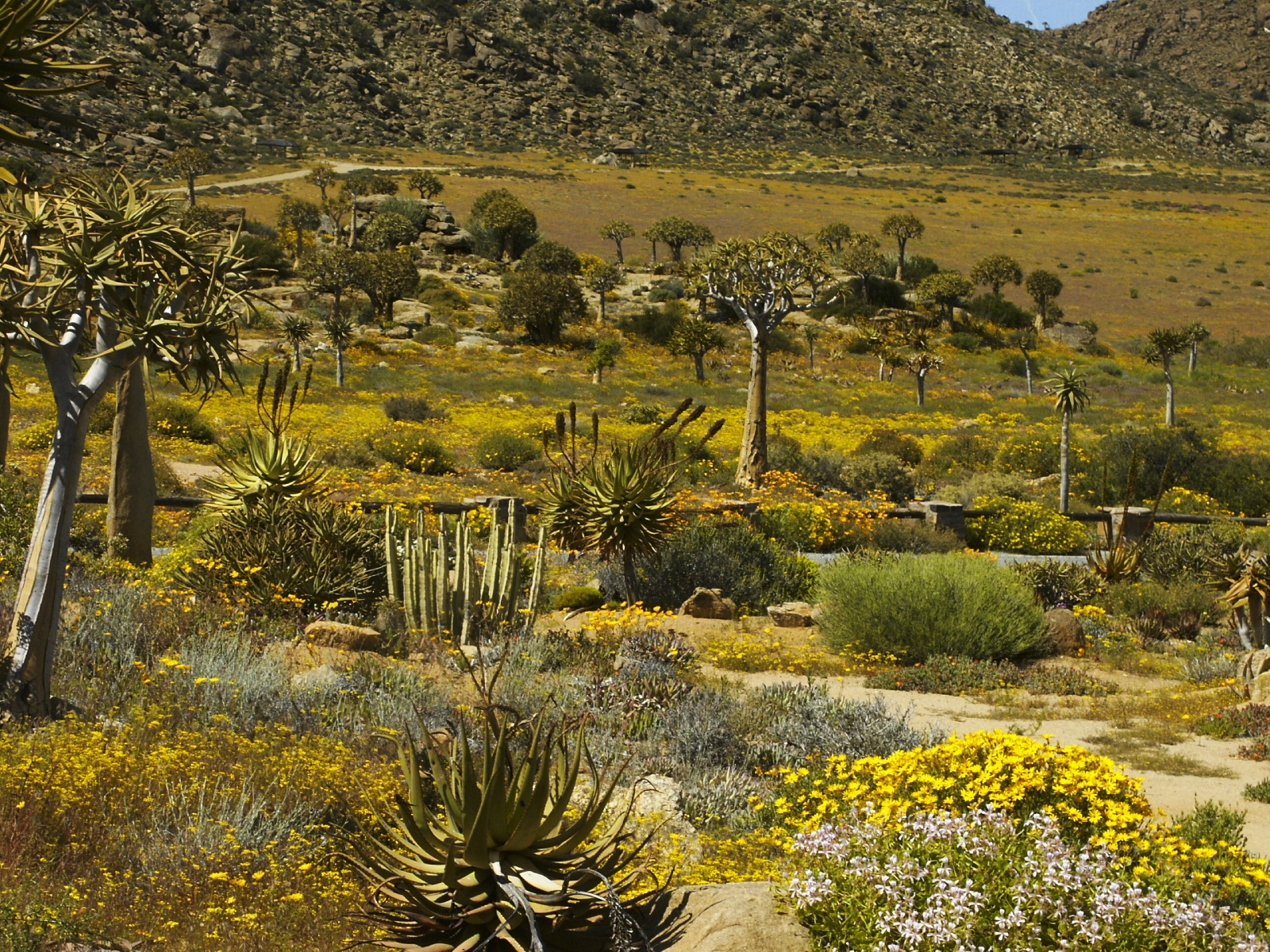
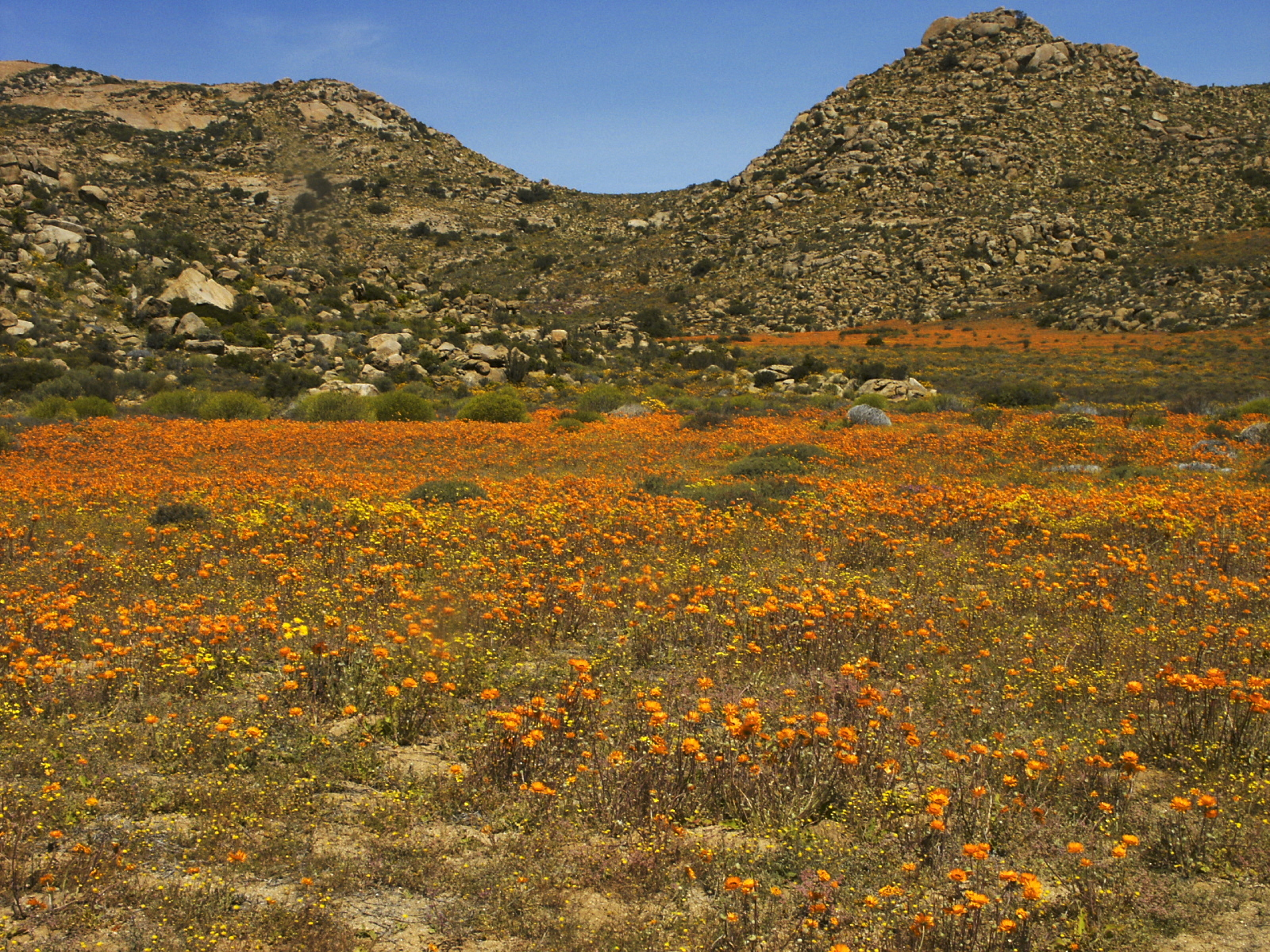
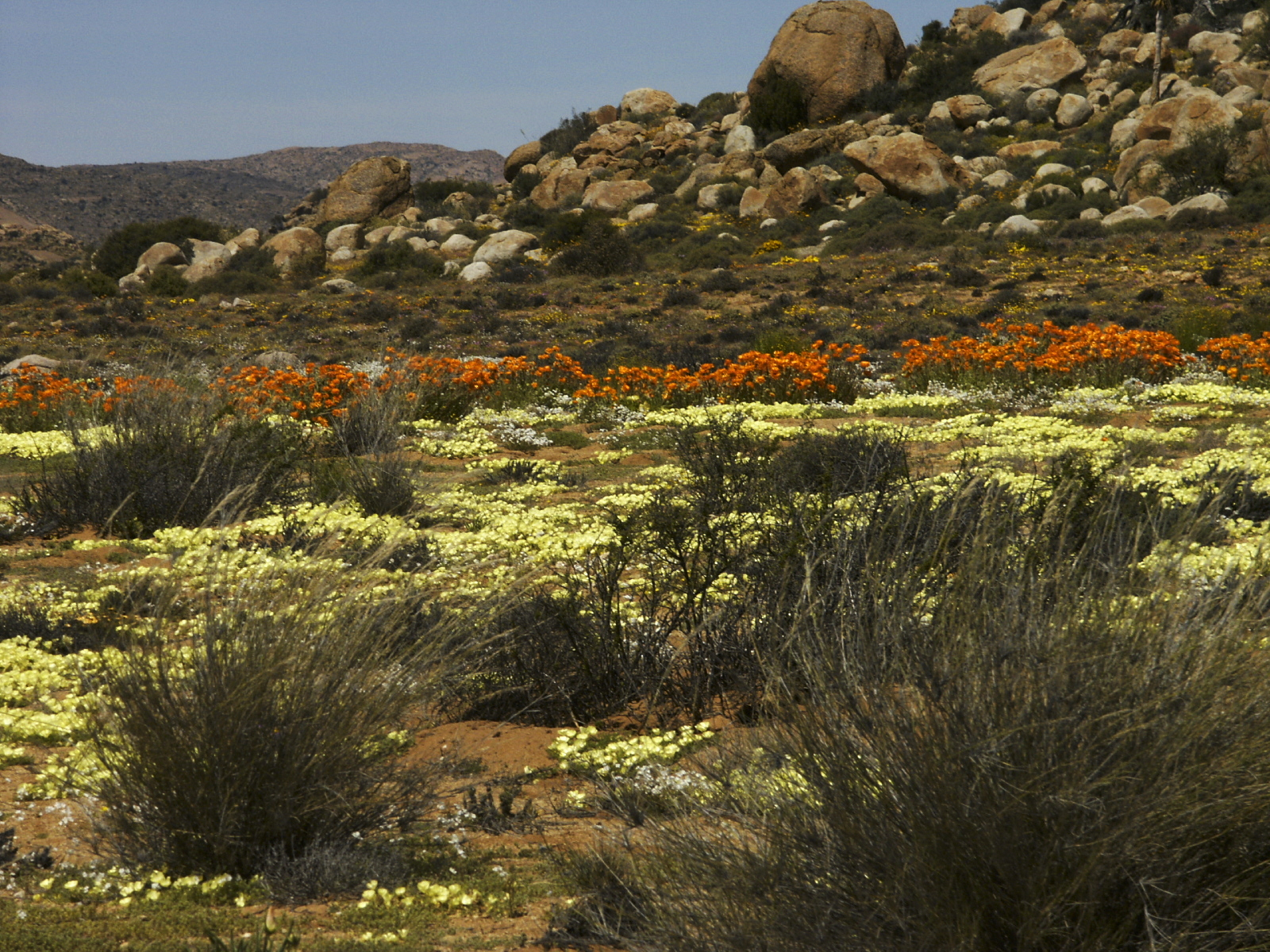

### Liens connexes
- (1327) Namaqua, astéroïde